# Acericerus ehdenensis
Acericerus ehdenensis är en insektsart som beskrevs av Abdul-nour 2003. Acericerus ehdenensis ingår i släktet Acericerus och familjen dvärgstritar. Inga underarter finns listade i Catalogue of Life.